# 199-я штурмовая авиационная дивизия
199-я штурмовая авиационная Слонимская Краснознамённая дивизия (199-я шад) — соединение Военно-воздушных сил (ВВС) Вооружённых сил РККА штурмовой авиации, принимавшее участие в боевых действиях Великой Отечественной войны.

## Наименования дивизии

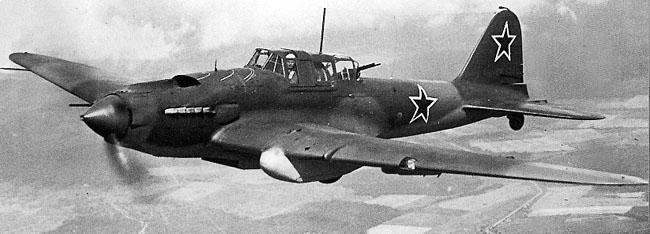
Ил-2

- 199-я штурмовая авиационная дивизия[1];
- 199-я штурмовая авиационная Слонимская дивизия[1];
- 199-я штурмовая авиационная Слонимская Краснознамённая дивизия[1];
- Войсковая часть (Полевая почта) 27819[1].

## История и боевой путь дивизии
199-я штурмовая авиационная дивизия начала своё формирование Приказом НКО СССР № 00147 от 23 декабря 1943 года и была сформирована 9 февраля 1944 года в составе 4-го штурмового авиационного корпуса ВВС Орловского военного округа в составе четырёх полков (111 Ил-2 и 137 лётчиков):
- 136-й штурмовой авиационный полк, аэродром Робковичи, 33 Ил-2 и 38 лётчиков;
- 569-й штурмовой авиационный полк, аэродром Церковье, 35 Ил-2 и 40 лётчиков;
- 724-й штурмовой авиационный полк, аэродром Хорошевка, 16 Ил-2 и 24 лётчика;
- 783-й штурмовой авиационный полк, аэродром Рогинь, 27 Ил-2 и 35 лётчиков.

С 24 июня 1944 года дивизия в составе 4-го штурмового авиационного корпуса начала боевые действия на главном направлении 1-го Белорусского фронта, участвуя в Бобруйской операции. Боевая задача дивизии на этот период состояла в содействии наступлению 3-й армии по прорыву обороны противника на участке Петровка, Тихиничи, Слапища; с прорывом обороны взаимодействовать с 9-м танковым корпусом, входящим в прорыв, имеющим задачу захватить переправы через р. Березина у Бобруйска и не допустить отход Рогачевско-Жлобинской группировки противника.
В первый день боев дивизия выполнила 174 боевых вылета, уничтожила 75 автомашин, 10 танков, около 57 орудий, 13 орудий зенитной артиллерии, 6 зенитных пулеметов, 4 ДЗОТа, 2 склада с боеприпасами, убито около 530 солдат и офицеров противника. Свои потери составили: 12 Ил-2 не вернулось на свой аэродром и 9 самолётов повреждено от огня зенитной артиллерии.
В ходе Белорусской наступательной операции с 24 июня по 1 августа 1944 года дивизия выполнила 1200 боевых вылетов, в которых нанесла большой ущерб врагу. За умелые и эффективные боевые действия при освобождении города Слоним было присвоено почётное наименование «Слонимская» и она была награждена орденом Красного Знамени. 2 августа боевым распоряжением № 041 от 01.08.1944 г. штаба 4-го шак 724-й штурмовой авиационный полк убыл в распоряжение Главного маршала авиации Новикова. Из-за отсутствия ГСМ дивизия боевые действия не вела.
В начале августа 1944 года дивизия в составе 4-го штурмового авиационного корпуса передана в 4-ю воздушную армию 2-го Белорусского фронта и участвовала в боях за город и крепость Осовец и в наступлении в направлении Ломжа, отличилась при занятии важного узла шоссейных дорог — города Замбров. В этот период её части поддерживали войска 3-й армии.
С января 1945 года её части участвовали в боях при прорыве обороны противника на макув-пултусском плацдарме, в операциях в Восточной Пруссии, в разгроме немецких войск в районе Гдыни, Данцига, Штеттина, обеспечивали боевые действия 3-го кавалерийского корпуса на стыке 1-го и 2-го Белорусских фронтов.
Последние бои дивизия вела в мае 1945 года, поддерживая наступление войск 19-й армии 2-го Белорусского фронта в наступлении на города Воллин и Свинемюнде, и в разгроме западно-померанской группировки противника. Последние боевые вылеты дивизии выполняла 4 мая 1945 года, совершив 225 боевых вылетов, уничтожив 185 автомашин с пехотой и грузом и 99 повозок, 4 самолёта, 5 батарей полевой артиллерии, 4 батареи зенитной артиллерии и 2 минометных батареи, 8 складов, 10 вагонов, уничтожено до 1070 солдат и офицеров противника.
В составе действующей армии дивизия находилась с 12 июня по 7 сентября 1944 года и с 12 ноября 1944 года по 9 мая 1945 года.
После войны дивизия продолжала входить в состав 4-го штурмового авиационного корпуса 4-й воздушной армии Северной группы войск и базироваться на аэродроме Роггентин (Германия), с июля 1945 года — на аэродроме Бжег (Польша). В декабре 1945 года дивизия перебазирована на аэродром Насосная в состав вновь сформированной 7-й воздушной армии Бакинского военного округа (с мая 1946 года — Закавказского военного округа).
В апреле 1946 года 199-я штурмовая авиационная Слонимская Краснознамённая дивизия в связи с массовым послевоенным сокращением Вооружённых Сил была расформирована в составе 7-й воздушной армии Бакинского военного округа на аэродроме Насосная.

## Командир дивизии
- Полковник Виноградов Николай Сергеевич[3], период нахождения в должности: с февраля 1944 года по июнь 1945 года.

## В составе объединений
| Дата          | Фронт (округ)           | Армия                          | Корпус                           | Примечания |
| ------------- | ----------------------- | ------------------------------ | -------------------------------- | ---------- |
| 01.01.1944 г. | Орловский военный округ | ВВС Орловского военного округа | 4-й штурмовой авиационный корпус | -          |
| 09.02.1944 г. | Резерв Ставки ВГК       | -                              | 4-й штурмовой авиационный корпус | -          |
| 12.06.1944 г. | 1-й Белорусский фронт   | 16-я воздушная армия           | 4-й штурмовой авиационный корпус | -          |
| 03.08.1944 г. | 2-й Белорусский фронт   | 4-я воздушная армия            | 4-й штурмовой авиационный корпус | -          |
| 07.09.1944 г. | Резерв Ставки ВГК       | -                              | 4-й штурмовой авиационный корпус | -          |
| 12.11.1944 г. | 2-й Белорусский фронт   | 4-я воздушная армия            | 4-й штурмовой авиационный корпус | -          |
| 09.05.1945 г. | 2-й Белорусский фронт   | 4-я воздушная армия            | 4-й штурмовой авиационный корпус | -          |
| 29.05.1945 г. | Северная группа войск   | 4-я воздушная армия            | 4-й штурмовой авиационный корпус | -          |
| 01.12.1945 г. | Бакинский военный округ | 7-я воздушная армия            | -                                | -          |
| 01.04.1946 г. | Бакинский военный округ | 7-я воздушная армия            | -                                | -          |

## Части и отдельные подразделения дивизии
За весь период своего существования боевой состав дивизии не претерпевал изменения:
| Период                  | Наименование                     | Вооружение                       |
| ----------------------- | -------------------------------- | -------------------------------- |
| 01.01.1944 — 01.04.1946 | 136-й штурмовой авиационный полк | Ил-2, расформирован              |
| 01.01.1944 — 01.04.1946 | 569-й штурмовой авиационный полк | Ил-2, расформирован              |
| 07.01.1944 — 01.04.1946 | 783-й штурмовой авиационный полк | Ил-2, расформирован              |
| 20.05.1944 — 02.08.1944 | 724-й штурмовой авиационный полк | Ил-2, передан в состав 300-й шад |

## Участие в операциях и битвах

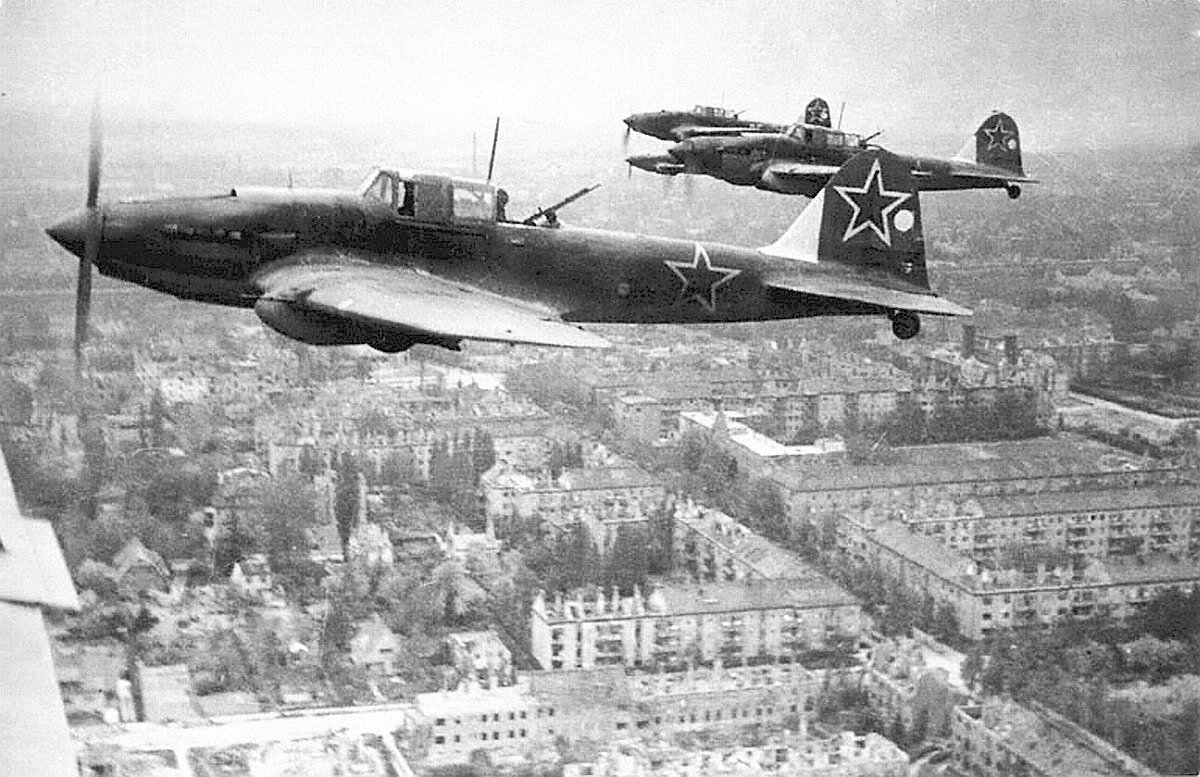
Звено Ил-2 м над Берлином в 1945 году

- Белорусская операция «Багратион»[9] с 23 июня по 29 августа 1944 года.
  - Бобруйская операция[9] с 24 по 29 июня 1944 года.
  - Минская операция с 29 июня по 4 июля 1944 года.
  - Барановичская операция[9] с 5 по 16 июля 1944 года.
  - Люблин-Брестская операция с 18 июля по 2 августа 1944 года.
  - Осовецкая операция[9] с 6 по 14 августа 1944 года.
- Восточно-Прусская операция (1945) с 13 января по 25 апреля 1945 года.
  - Кенигсбергская операция с 6 по 9 апреля 1945 года.
- Млавско-Эльбингская операция с 14 по 26 января 1945 года.
- Восточно-Померанская операция[9] с 10 февраля по 4 апреля 1945 года.
- Берлинская операция с 16 апреля по 8 мая 1945 года.

## Почётные наименования
- 199-й штурмовой авиационной дивизии за умелые и эффективные действия при освобождении города Слоним Приказом НКО на основании Приказа ВГК № 120 от 26 июня 1944 года присвоено почётное наименование «Слонимская»[10].
- 136-му штурмовому авиационному полку Приказом НКО на основании Приказа ВГК № 226 от 18 января 1945 года за отличие в боях при овладении городом и крепостью Модлин (Новогеоргиевск) — важными узлами коммуникаций и опорными пунктами обороны немцев, а также при занятии с боями более 1000 других населенных пунктов присвоено почётное наименование «Новогеоргиевский»[11].
- 569-му штурмовому авиационному полку за отличие в боях при овладении штурмом городом и крепостью Осовец — мощным укрепленным районом обороны немцев на реке Бобр, прикрывающим подступы к границам Восточной Пруссия Приказом НКО от 1 сентября 1944 года на основании Приказа ВГК № 166 от 14 августа 1944 года присвоено почётное наименование «Осовецкий»[12].
- 783-му штурмовому авиационному полку за отличие в боях при вторжении в Восточную Пруссию и за овладение городами Найденбург, Танненберг, Едвабно и Аллендорф — важными опорными пунктами обороны немцев Приказом НКО на основании Приказа ВГК № 239 от 21 января 1945 года присвоено почётное наименование «Танненбергский»[13].

## Награды
- 199-я штурмовая авиационная Слонимская дивизия за образцовое выполнение заданий командования в боях с немецкими захватчиками, за овладение городом Брест и проявленные при этом доблесть и мужество Указом Президиума Верховного Совета СССР от 10 августа 1944 года награждена орденом «Красного Знамени»[14].
- 136-й штурмовой авиационный Новогеоргиевский полк за образцовое выполнение заданий командования в боях с немецкими захватчиками при овладении городами Штеттин, Гартц, Пенкун, Казеков, Шведт и проявленные при этом доблесть и мужество Указом Президиума Верховного Совета СССР от 4 июня 1945 года награждён орденом «Суворова III степени»[15].
- 569-й штурмовой авиационный Осовецкий полк за образцовое выполнение боевых заданий командования в боях с немецкими захватчиками при овладении городами Остероде, Дойтш-Айлау и проявленные при этом доблесть и мужество Указом Президиума Верховного Совета СССР от 5 апреля 1945 года награждён орденом «Красного Знамени»[15].
- 569-й штурмовой авиационный Осовецкий Краснознамённый полк за образцовое выполнение заданий командования в боях с немецкими захватчиками при овладении островом Рюген и проявленные при этом доблесть и мужество Указом Президиума Верховного Совета СССР от 4 июня 1945 года награждён орденом «Суворова III степени»[15].
- 724-й штурмовой авиационный полк Указом Президиума Верховного Совета СССР  от 2 августа 1944 года за образцовое выполнение боевых заданий командования на фронте борьбы с немецкими захватчиками и проявленные при этом доблесть и мужество награждён орденом Красного Знамени[16][17].
- 783-й штурмовой авиационный Танненбергский полк за образцовое выполнение заданий командования в боях с немецкими захватчиками при овладении городом Кёзлин и проявленные при этом доблесть и мужество Указом Президиума Верховного Совета СССР от 5 апреля 1945 года награждён орденом «Красного Знамени»[15].

## Благодарности Верховного Главнокомандующего
Воинам дивизии Верховным Главнокомандующим объявлены благодарности:
- За отличие в боях при форсировании реки Шара на участке протяжением 60 километров и овладении городом Слоним — крупным узлом коммуникаций и мощным опорным пунктом обороны немцев на реке Шара и городом Лунинец — важным железнодорожным узлом Полесья[18].
- За отличие в боях при овладении областным центром Белоруссии городом и крепостью Брест (Брест-Литовск) — оперативно важным железнодорожным узлом и мощным укрепленным районом обороны немцев на варшавском направлении[19].
- За отличие в боях при овладении городами Млава и Дзялдов (Зольдау) — важными узлами коммуникаций и опорными пунктами обороны немцев на подступах к южной границе Восточной Пруссии и городом Плоньск — крупным узлом коммуникаций и опорным пунктом обороны немцев на правом берегу Вислы[20].
- За отличие в боях при овладении городами городами Восточной Пруссии Остероде и Дойч-Эйлау — важными узлами коммуникаций и сильными опорными пунктами обороны немцев[21].
- За отличие в боях при овладении городами Хойнице (Конитц) и Тухоля (Тухель) — крупными узлами коммуникаций и сильными опорными пунктами обороны немцев в западной части Польши[22].
- За овладение городом Черск — важным узлом коммуникаций и сильным опорным пунктом обороны немцев в северо-западной части Польши[23].
- За отличие в боях при овладении городами Нойштеттин и Прехлау — важными узлами коммуникаций и сильными опорными пунктами обороны немцев в Померании[24].
- За отличие в боях при овладении городами Руммельсбург и Поллнов — важными узлами коммуникаций и сильными опорными пунктами обороны немцев в Померании[25].
- За отличие в боях при выходе на побережье Балтийского моря и при овладении городом Кёзлин — важным узлом коммуникаций и мощным опорным пунктом обороны немцев на путях из Данцига в Штеттин, отсечение войск противника в Восточной Померании от его войск в Западной Померании[26].
- За отличие в боях при овладении городами Бытув (Бютов) и Косьцежина (Берент) — важными узлами железных и шоссейных дорог и сильными опорными пунктами обороны немцев на путях к Данцигу[27].
- За отличие в боях при овладении городом и военно-морской базой Гдыня — важной военно-морской базой и крупным портом на Балтийском море[28].
- За отличие в боях при овладении главным городом Померании и крупным морским портом Штеттин, а также занятии городов Гартц, Пенкун, Казеков, Шведт[29].
- За отличие в боях при овладении городами и важными узлами Анклам, Фридланд, Нойбранденбург, Лихен и вступлении на территорию провинции Мекленбург[30].
- За отличие в боях при овладении городами Штральзунд, Гриммен, Деммин, Мальхин, Варен, Везенберг — важными узлами дорог и сильными опорными пунктами обороны немцев[31].
- За отличие в боях при овладении портом и военно-морской базой Свинемюнде — крупным портом и военно-морской базой немцев на Балтийском море[32].
- За отличие в боях при форсировании пролива Штральзундерфарвассер и овладении островом Рюген[33].

## Отличившиеся воины дивизии
- Борозенец Степан Николаевич, лейтенант, командир звена 569-го штурмового авиационного полка 199-й штурмовой авиационной дивизии 4-го штурмового авиационного корпуса 4-й воздушной армии Указом Президиума Верховного Совета СССР 18 августа 1945 года удостоен звания Герой Советского Союза. Золотая Звезда № 8207
- Бухнин Филипп Петрович, старший лейтенант, лётчик 783-го штурмового авиационного полка 199-й штурмовой авиационной дивизии 4-го штурмового авиационного корпуса 4-й воздушной армии Указом Президиума Верховного Совета СССР 18 августа 1945 года удостоен звания Герой Советского Союза. Золотая Звезда № 8208
- Гришаев Иван Ильич, лейтенант, штурман эскадрильи 569-го штурмового авиационного полка 199-й штурмовой авиационной дивизии 4-го штурмового авиационного корпуса 4-й воздушной армии Указом Президиума Верховного Совета СССР 18 августа 1945 года удостоен звания Герой Советского Союза. Золотая Звезда № 8661
- Долинский Сергей Андреевич, младший лейтенант, старший лётчик 569-го штурмового авиационного полка 199-й штурмовой авиационной дивизии 4-го штурмового авиационного корпуса 4-й воздушной армии Указом Президиума Верховного Совета СССР 18 августа 1945 года удостоен звания Герой Советского Союза. Золотая Звезда № 8663
- Жоров Семён Васильевич, младший лейтенант, старший лётчик 569-го штурмового авиационного полка 199-й штурмовой авиационной дивизии 4-го штурмового авиационного корпуса 4-й воздушной армии Указом Президиума Верховного Совета СССР 18 августа 1945 года удостоен звания Герой Советского Союза. Золотая Звезда № 8664
- Жуканов Николай Антонович, младший лейтенант, командир звена 569-го штурмового авиационного полка 199-й штурмовой авиационной дивизии 4-го штурмового авиационного корпуса 4-й воздушной армии Указом Президиума Верховного Совета СССР 18 августа 1945 года удостоен звания Герой Советского Союза. Золотая Звезда № 8205
- Зайцев Борис Михайлович, старший лейтенант, заместитель командира эскадрильи 783-го штурмового авиационного полка 199-й штурмовой авиационной дивизии 4-го штурмового авиационного корпуса 4-й воздушной армии Указом Президиума Верховного Совета СССР 18 августа 1945 года удостоен звания Герой Советского Союза. Золотая Звезда № 8205. Указом Президиума Верховного Совета СССР 18 августа 1945 года удостоен звания Герой Советского Союза. Золотая Звезда № 8665
- Земских Владимир Афанасьевич, лейтенант, командир эскадрильи 569-го штурмового авиационного полка 199-й штурмовой авиационной дивизии 4-го штурмового авиационного корпуса 4-й воздушной армии Указом Президиума Верховного Совета СССР 18 августа 1945 года удостоен звания Герой Советского Союза. Золотая Звезда № 8710
- Истомин Виктор Владимирович, младший лейтенант, лётчик 783-го штурмового авиационного полка 199-й штурмовой авиационной дивизии 4-го штурмового авиационного корпуса 4-й воздушной армии Указом Президиума Верховного Совета СССР 18 августа 1945 года удостоен звания Герой Советского Союза. Золотая Звезда № 8204
- Колесников, Пимен Григорьевич, майор, старший штурман 199-й штурмовой авиационной дивизии 4-й воздушной армии Указом Президиума Верховного Совета СССР 18 августа 1945 года удостоен звания Герой Советского Союза. Золотая Звезда № 8744
- Леонов Иван Михайлович, лейтенант, старший лётчик 569-го штурмового авиационного полка 199-й штурмовой авиационной дивизии 4-го штурмового авиационного корпуса 4-й воздушной армии Указом Президиума Верховного Совета СССР 18 августа 1945 года удостоен звания Герой Советского Союза. Золотая Звезда № 8714
- Медноногов Вячеслав Александрович, младший лейтенант, лётчик 783-го штурмового авиационного полка 199-й штурмовой авиационной дивизии 4-го штурмового авиационного корпуса 4-й воздушной армии Указом Президиума Верховного Совета СССР 18 августа 1945 года удостоен звания Герой Советского Союза. Золотая Звезда № 8227
- Молчанов Алексей Михайлович, младший лейтенант, лётчик 783-го штурмового авиационного полка 199-й штурмовой авиационной дивизии 4-го штурмового авиационного корпуса 4-й воздушной армии Указом Президиума Верховного Совета СССР 18 августа 1945 года удостоен звания Герой Советского Союза. Золотая Звезда № 8649
- Морозов Иван Васильевич, старший лейтенант, командир эскадрильи 569-го штурмового авиационного полка 199-й штурмовой авиационной дивизии 4-го штурмового авиационного корпуса 4-й воздушной армии Указом Президиума Верховного Совета СССР 18 августа 1945 года удостоен звания Герой Советского Союза. Золотая Звезда № 8628
- Огарёв Михаил Сергеевич, младший лейтенант, лётчик 783-го штурмового авиационного полка 199-й штурмовой авиационной дивизии 4-го штурмового авиационного корпуса 4-й воздушной армии Указом Президиума Верховного Совета СССР 18 августа 1945 года удостоен звания Герой Советского Союза. Золотая Звезда № 8200
- Осипов Александр Михайлович, капитан, командир эскадрильи 569-го штурмового авиационного полка 199-й штурмовой авиационной дивизии 4-го штурмового авиационного корпуса 4-й воздушной армии Указом Президиума Верховного Совета СССР 18 августа 1945 года удостоен звания Герой Советского Союза. Посмертно
- Панков Илья Михайлович, старший лейтенант, командир эскадрильи 783-го штурмового авиационного полка 199-й штурмовой авиационной дивизии 4-го штурмового авиационного корпуса 4-й воздушной армии Указом Президиума Верховного Совета СССР 18 августа 1945 года удостоен звания Герой Советского Союза. Золотая Звезда № 7910
- Рыбаков Александр Васильевич, лейтенант, командир звена 569-го штурмового авиационного полка 199-й штурмовой авиационной дивизии 4-го штурмового авиационного корпуса 4-й воздушной армии Указом Президиума Верховного Совета СССР 18 августа 1945 года удостоен звания Герой Советского Союза. Золотая Звезда № 8667
- Турбай Михаил Порфирьевич, младший лейтенант, лётчик 783-го штурмового авиационного полка 199-й штурмовой авиационной дивизии 4-го штурмового авиационного корпуса 4-й воздушной армии Указом Президиума Верховного Совета СССР 18 августа 1945 года удостоен звания Герой Советского Союза. Золотая Звезда № 8209
- Халиуллин Мисбах Халиуллович, капитан, командир эскадрильи 783-го штурмового авиационного полка 199-й штурмовой авиационной дивизии 4-го штурмового авиационного корпуса 4-й воздушной армии Указом Президиума Верховного Совета СССР 18 августа 1945 года удостоен звания Герой Советского Союза. Золотая Звезда № 8201
- Чернышов Алексей Фёдорович, старший лейтенант, командир эскадрильи 569-го штурмового авиационного полка 199-й штурмовой авиационной дивизии 4-го штурмового авиационного корпуса 4-й воздушной армии Указом Президиума Верховного Совета СССР 18 августа 1945 года удостоен звания Герой Советского Союза. Золотая Звезда № 8025
- Шехирев Борис Александрович, младший лейтенант, старший лётчик 783-го штурмового авиационного полка 199-й штурмовой авиационной дивизии 4-го штурмового авиационного корпуса 4-й воздушной армии Указом Президиума Верховного Совета СССР 18 августа 1945 года удостоен звания Герой Советского Союза. Золотая Звезда № 8202
- Шмаков Анатолий Иванович, лейтенант, старший лётчик 783-го штурмового авиационного полка 199-й штурмовой авиационной дивизии 4-го штурмового авиационного корпуса 4-й воздушной армии Указом Президиума Верховного Совета СССР 18 августа 1945 года удостоен звания Герой Советского Союза. Золотая Звезда № 8203

## Базирование
| Период            | Место базирования   |
| ----------------- | ------------------- |
| 05.1945 — 07.1945 | Роггентин, Германия |
| 07.1945 — 12.1945 | Бжег, Польша        |
| 12.1945 — 04.1946 | Насосная, Сумгаит   |